# Scutellaria texana
Scutellaria texana är en kransblommig växtart som beskrevs av Billie Lee Turner. Scutellaria texana ingår i Frossörtssläktet som ingår i familjen kransblommiga växter. Inga underarter finns listade i Catalogue of Life.